# Paid Crowdsourcing
Paid Crowdsourcing (englisch) stellt eine professionalisierte Form des Crowdsourcing dar, bei der eine Schar von Internetnutzern gegen Bezahlung Aufgaben und Projekte für Firmen durchführt, ohne bei ihnen fest angestellt zu sein.
Paid Crowdsourcing ist ein wachsendes Arbeitsmodell in der vernetzten Welt. Mittlerweile existieren zahlreiche Paid-Crowdsourcing-Unternehmen, die darauf spezialisiert sind, Aufträge von Unternehmen an Internetnutzer zu vermitteln und sich um Abwicklung, Bezahlung und Kontrolle der Projekte zu kümmern.
Unternehmen greifen vermehrt auf das System zurück, um durch den Einsatz möglichst vieler Arbeitskräfte Zeit und Kosten zu sparen.

## Ablauf und Methoden
Professionelle Paid-Crowdsourcing-Unternehmen unterscheiden sich in ihren Angeboten und der angewandten Methode bzw. dem Ablauf der Auftragsvergabe und -durchführung. Meist werden die Aufträge der Kunden vom Crowdsourcing-Unternehmen zunächst in einzelne Mikrotasks (kleine Aufgaben) zerlegt und dann von einer Masse an Internetnutzern, den sogenannten Clickworkern, bearbeitet. Jeder „Clickworker“, der die Aufgabe korrekt bearbeitet hat, erhält im Anschluss ein zuvor festgelegtes Honorar bzw. eine Bezahlung für seine erbrachte Leistung.
Beim Paid Crowdsourcing in den Bereichen Design und Innovation werden die Aufträge meist in Form von Ausschreibungen an die Clickworker vergeben. Der Clickworker, der die beste Arbeit oder den besten Vorschlag einreicht, erhält den Zuschlag und ein Honorar für seine Arbeit.

## Einsatzmöglichkeiten
Paid Crowdsourcing kommt besonders bei Projekten und Aufgaben zum Einsatz, die von Computern kaum gelöst werden können und für die innerhalb des Unternehmens nicht genügend Arbeitskräfte vorhanden sind.
Ein Beispiel hierfür ist die Einteilung großer Datenmengen in Kategorien (Handelt es sich bei der Kundenanfrage um eine Bestellung, eine Reklamation oder eine Nachfrage?) oder die Recherche mehrerer tausend Daten im Internet. Für diese und andere Aufgaben vor allem aus den Bereichen Texte & Inhalte, Ordnen & Strukturieren, Web-Recherche & Umfragen sowie Design & Innovation bieten Paid-Crowdsourcing-Unternehmen Lösungen an.
Häufige Aufträge sind unter anderem:
- Schreiben von Produktbeschreibungen für Onlineshops und Kataloge
- Erstellung von redaktionellen und suchmaschinenoptimierten Texten für Webseiten
- Schreiben von Anleitungen zu PC- und Videospielen
- Schreiben von Softwarebeschreibungen
- Rezensionen und Reiseberichte
- Erstellung von Glossartexten
- Übersetzung aller Textsorten
- Kategorisierung von Webinhalten
- Kategorisierung von Produkten für Onlineshops
- Verschlagwortung von Artikeln
- Kategorisierung von Archivdaten
- Taggen von Bildern und Videos
- Recherche von Adressdaten und Öffnungszeiten
- Recherche von Produktinformationen und Preisen
- Recherche von Herstellerdaten und Konkurrenzinformationen
- Klassische Marktforschungsumfragen
- Funktionalitätsüberprüfung
- Testen von Webseiten[3]

## Qualitätssicherung
Viele professionelle Paid-Crowdsourcing-Unternehmen haben Maßnahmen zur Qualitätssicherung der Arbeitsergebnisse entwickelt. In der Regel müssen sich Internetnutzer, die auf Paid Crowdsourcing Plattformen arbeiten wollen, vorab registrieren und ihre Kenntnisse und Fähigkeiten angeben. Meist müssen sie sich außerdem mit Tests oder kleinen Arbeitsproben für die jeweiligen Aufgaben qualifizieren. Nach der Bearbeitung der Aufgaben werden die Ergebnisse in der Regel auf Rechtmäßigkeit hin geprüft, zum Beispiel in Form von Plagiatsprüfung bei erstellten Texten.
Oft bietet das Unternehmen auch an, die vom Mitglied erstellten Ergebnisse von einer bis zwei weiteren Personen überprüfen und korrigieren zu lassen.

## Kritik
Die Arbeitgeberverantwortung wird meist nicht vom Paid-Crowdsourcing-Unternehmen getragen, so dass es sich bei den Teilnehmern letztlich um Kleinunternehmer handelt, sofern ihr Jahresgewinn in Deutschland unter 17000 € bleibt oder möglicherweise auch um Scheinselbständige. Diese sind für die Sozial-, Renten- und Krankenversicherung, Beschaffung und Pflege von Arbeits- und Produktionsmitteln und eventuelle steuerrechtliche Belange selbst verantwortlich. Einige Paid-Crowdsourcing-Unternehmen haben ihren Firmensitz im Ausland und zahlen deshalb nicht in das deutsche Steuersystem ein, obwohl sie hier Gewinne abschöpfen. Verschiedentlich wird deshalb die Kritik geäußert, dass es sich bei der Sharing-Economy letztlich um die parallele Entwicklung eines kapitalistischen Arbeitsmarktes handelt, der das Potential hat, die soziale Marktwirtschaft auszuhebeln und damit den bundesdeutschen Gesellschaftsvertrag aufkündigt. 